# Incógnita
Em matemática, uma incógnita é uma variável cujo valor deve ser determinado de forma a resolver uma equação ou inequação.
Normalmente, é representada pelas letras x, y e z, e as constantes pelas primeiras letras do alfabeto (a, b, c, etc). Ex: 3x + 4= 19; x - y= 6.
A ideia de usar uma convenção alfabética para diferenciar incógnitas de constantes foi do matemático francês François Viète, que empregou consoantes para as incógnitas e vogais para as constantes.
A incógnita é basicamente um valor desconhecido, que irá ser descoberto por meio de uma equação, que pode ser tanto de 1º grau quanto de 2º grau, variando de acordo com a sua dificuldade de execução.
Em português, é aquilo que se desconhece e procura saber, mistério.